# Józef Hoppe (weterynarz)

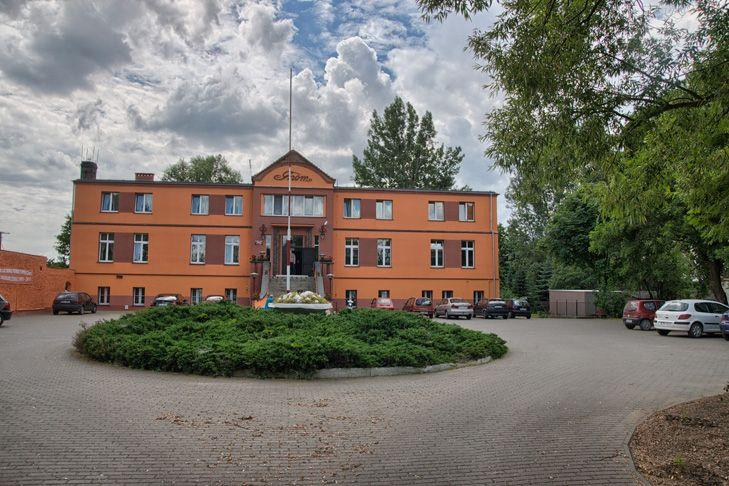
Pałac Józefa Hoppe i Janiny z Bieńkowskich w Skubarczewie

Józef Hoppe (ur. 5 czerwca 1886 w Kościelcu, zm. 23 października 1939 w Inowrocławiu) – polski lekarz weterynarii.

## Życiorys
Syn Antoniego i Wandy z Jasińskich. Ukończył studia weterynaryjne i rolnicze na Uniwersytecie Ludwika i Maksymiliana w Monachium, po powrocie do Kościelca Kujawskiego poślubił Janinę z Bieńkowskich. Jego rodzina była właścicielami majątków Czyste, Skubarczewo, Lucim. Zajmował się hodowlą koni, był członkiem wielu organizacji rolniczych m.in. Kółek Rolniczych, Związku Ziemian w pow. strzelińskim, Towarzystwie Rolniczym Inowrocławsko-Strzelińskim, pełnił funkcję prezesa Zrzeszenia Plantatorów Buraka Cukrowego. Aresztowany w nocy z 22 na 23 października 1939 i razem z grupą 55 osób został osadzony w więzieniu inowrocławskim i tam zamordowany (tzw. Krwawa niedziela w Inowrocławiu). Ekshumowany w 1945 i pochowany w rodzinnym grobowcu w Kościelcu.

## Odznaczeni
- Krzyż Złoty Polonia Restituta